# 那須田稔
那須田 稔（なすだ みのる、1931年4月10日 - 2023年7月11日）は、日本の児童文学作家。

## 来歴・人物
静岡県浜松市出身。幼少期を満州で過ごす。浜松第二中学校（現静岡県立浜松西高等学校）卒業後、東洋大学文学部国文科卒業、愛知大学文学部中国文学科中退。詩人として活動した後、1962年に「ぼくらの出航」で児童文学作家としてデビュー。1965年「シラカバと少女」で日本児童文学者協会賞、サンケイ児童出版文化賞、「おとぎばなしシリーズ」で毎日出版文化賞を受賞。1978年、浜松市でひくまの出版を創立、1988年より「忍者サノスケじいさん」シリーズを書き継いでいる。
作家の那須田淳は息子で、児童文学作家の岸川悦子は実妹。
2023年7月11日、胆のうがんのため静岡県湖西市の病院で死去。92歳没。

## 著書
- 『ぼくらの出航』（講談社） 1962
- 『ふくざわゆきち』（小峰書店、幼年偉人ものがたり） 1963
- 『拳銃の町』（金の星社、西部小説選集） 1963
- 『ガガーリン』（三十書房、少年少女世界探検家物語） 1964
- 『二宮金次郎 / 豊田佐吉 / 井上でん / 和井内貞行』（講談社、幼年世界伝記全集10） 1965
「二宮金次郎」「和井内貞行」は斎藤了一著
- 『シラカバと少女』（実業之日本社、解説：小内一明） 1965
のち講談社文庫
- 『自由民権』（盛光社、少年少女人物日本百年史5） 1965
- 『デモクラシー 民本主義と普通選挙』（盛光社、少年少女人物日本百年史9） 1965
- 『マスコミ誕生 ひろがる国民の目と耳』（盛光社、少年少女人物日本百年史11） 1966
- 『良寛』（国土社、子ども伝記全集） 1967
- 『もうひとつの夏』（実業之日本社、創作少年少女小説） 1967
- 『本田宗一郎 オートバイ王』（盛光社、ファイトマン・ブックス） 1967
- 『ガンジー』（国土社、子ども伝記全集） 1968
- 『アルプスにダムができる』（鈴木勇共著、鹿島研究所出版会、少年の科学） 1968
- 『南極大陸のたんけん』（岩崎書店、おはなしノンフィクション） 1968
- 『チョウのいる丘』（講談社） 1968 
のち青い鳥文庫
- 『星と少年』（講談社）1969
- 『ワシリィのむすこ』（大日本図書、子ども図書館、解説：渋谷清視） 1969
- 『一郎作、がんばる』（あすなろ書房、あすなろ創作童話） 1970
- 『小さな草の歌』（偕成社、少年少女創作文学、解説：渋谷清視） 1970
のち偕成社文庫
- 『土の童子』（金の星社、創作児童文学、解説：清水達也） 1970
- 『ひめゆりの少女たち 沖縄戦にちった女生徒隊の悲げき』（偕成社、解説：代田昇） 1970
のち偕成社文庫
- 『文彦のふしぎな旅 すばらしい少年時代（第1部）』（ポプラ社） 1970
- 『船ぞこの人々 すばらしい少年時代（第2部）』（ポプラ社） 1970
- 『野にわたる風 すばらしい少年時代（第3部）』（ポプラ社） 1970
- 『風小屋』（童心社、童心社創作シリーズ） 1971
- 『クレビックはげんきかい?』（ポプラ社） 1971
- 『サンタフェから来た男』（金の星社、ウエスタン・ノベルズ） 1971
- 『小さな町の中で』（実業之日本社、少年少女愛の小説選） 1971
- 『月の出村の夏休み』（小峰書店） 1971
- 『きつねの花火』（ポプラ社、おはなし名作絵本） 1972
- 『でえだらぼっち』（岩崎書店、創作絵本） 1972
- 『でえだらぼっちものがたり』（文研出版、創作わたしの民話） 1972
- 『雪割草のように』（偕成社、少年少女創作文学、解説：横谷輝）  1972
- 『いいかおしてごらん』（新日本出版社） 1972
- 『のぐちひでよ』（小峰書店、幼年伝記ものがたり） 1972
- 『おじいさんのさくらえび』（ポプラ社、しゃかいの絵本） 1972
- 『砂漠の墓標 ある15歳の物語』（講談社、児童文学創作シリーズ） 1976
- 『南極大陸のたんけん』（岩崎書店、こどもノンフィクション） 1977
- 『とべマリン!』（小学館、小学館の創作理科シリーズ） 1977
- 『西山寺の仁王』（静岡新聞社、静岡県のむかしばなし） 1978
- 『へっこきじいさま』（静岡県のむかしばなし、静岡新聞社） 1978
- 『いもほり長者とふしぎな玉』（静岡県のむかしばなし、静岡新聞社） 1979
- 『源太とコロッペ 少年のイカダ漂流記』（静岡新聞社） 1980
- 『広重、東海道を行く』（静岡新聞社、静岡県歴史物語） 1981
- 『デュナン 赤十字の父』（講談社、火の鳥伝記文庫） 1982
- 『フジヤマのトビウオ 水泳の勇者古橋広之進物語』（ひくまの出版） 1985
- 『法多山縁起物語』（ひくまの出版） 1988
- 『しあわせの白いうさぎ』（ポプラ社、愛と心のシリーズ） 1989
- 『ぼくのカンガルー』（ひくまの出版） 1991
- 『母さん子守歌うたって 寸越窯・いのちの記録』（岸川悦子共著、ひくまの出版） 2002
- 『絵本ハルウララ』（ひくまの出版） 2004
- 『ぼくと風子の夏 屋久島・かめんこ留学記』（ひくまの出版） 2005
- 『うずまき貝のロケット』（ひくまの出版） 2007
- 『天馬のように走れ 書聖・川村驥山物語』（ひくまの出版） 2007
- 『たいこじいさん』（ひくまの出版） 2008
- 『くじゃくの花火』（ひくまの出版） 2008
- 『天馬ジョノン・ハル モンゴル馬頭琴ものがたり』（ビャンバサイハン・ツェレンドルジ共著、ひくまの出版） 2008
- 『王さまのくびかざり』（ひくまの出版） 2008

### 忍者サノスケじいさん
- 『忍者サノスケじいさん』1 - 3（ ひくまの出版） 1988 - 1989
- 『忍者サノスケじいさん病院へいく』（ひくまの出版） 1993
- 『忍者サノスケじいさん・モンゴルへいく』（ひくまの出版） 2003
- 『忍者サノスケじいさんわくわく旅日記』 1 - 18（ひくまの出版） 2007 - 2009

## 翻訳
- 『こじき王子 / アルプスの少女』（マーク・トウェーン / スピリ、偕成社） 1963
- 『宝石盗難事件』（キャロリン・キーン、金の星社、少女世界推理名作選集19） 1964
- 『西遊記』（呉承恩、講談社、世界の名作） 196
- 『中国の名作ものがたり』（学習研究社） 1964
- 『悪魔の足の秘密』（コナン・ドイル、岩崎書店、ドイル冒険・探偵名作全集16）  1965
- 『空をとんだ茶わん 宇治拾遺物語』（小峰書店、日本の古典童話） 1966
- 『宝のひょうたん 』（張天翼、講談社、世界の名作図書館） 1967
- 『楊八のさいなん 今古奇観』（小峰書店、中国・インドの古典童話） 1968
- 『大金持ちのひみつ 今古奇観』（小峰書店、中国・インドの古典童話） 1968
- 『三国志』（羅貫中、講談社、世界の名作図書館） 1970
- 『やまねずみジョニーのひみつ』（T・バージェス、金の星社、バージェス・アニマル・ブックス） 1970
- 「ムスティの絵本」（T.V.スタジオ・デュブイ、榊原晃三共訳、小学館） 1972
1)『ムスティのおつかい』
2)『ムスティきしゃにのる』
3)『ムスティとうさぎさん』
4)『ムスティとうまのおじいさん』
5)『ムスティどうぶつえんへいく』
6)『ムスティまいごのこうさぎ』
7)『こうのとりのひっこし』
8)『ムスティのママはびょうき』
9)『ムスティのなつやすみ』
10)『ムスティとフェリーボート』
11)『ムスティとうさぎさんのめがね』
12)『ムスティとサーカス』